# Aerojet General X-8
Le Aerojet General X-8 est une fusée-sonde américaine non-guidée à deux étages conçue pour emporter une charge de 68 kg à 61 000 m d'altitude. Lancé pour la première fois le 2 décembre 1949, le X-8 a donné ensuite naissance à la prolifique série de fusées Aerobee (plus de 800 aérojets furent produits). Il a pour objectif d'étudier les effets de la haute altitude sur les matériaux et les trajectoires. Cet aérojet viendrait compléter le faible nombre de V2 récupérés aux allemands à la fin de la Seconde Guerre mondiale afin de parfaire les études.

## Description
Le lancement est assuré par l'allumage d'un propulseur à propergol solide de 80 kN de poussée. Au bout de 2,5 secondes de fonctionnement, le propulseur d'appoint s'éteint et se sépare de l'étage principal. Le moteur-fusée à ergols liquides RTV-N10 d'une poussée de 12 kN est alors allumé pour une durée variant en fonction de l'altitude maximale désirée mais pouvant atteindre 40 secondes. L'appareil retombe en suivant une trajectoire balistique tandis que sa charge utile regagne le sol sous un parachute.
Lors des essais, le X-8 a atteint la vitesse de Mach 6 et l'altitude de 222,1 km.

## Versions
- X-8 : 68 exemplaires produits
- X-8A : 34 exemplaires produits (amélioration du moteur-fusée)
- X-8B : 1 exemplaire produit (moteur fusée à pression chimique de 12 kN)
- X-8C : 2 exemplaires produits (moteur-fusée pressurisé à hélium de 18 kN)
- X-8D : 3 exemplaires produits (idem)

### Développements ultérieurs
- Aerobee